# Lancaster
För andra betydelser, se Lancaster (olika betydelser).
Lancaster (engelskt uttal: [ˈlæŋkəstər], kymriska: Caerhirfryn) är en stad i grevskapet Lancashire i nordvästra England. Staden är traditionell huvudort för Lancashire och ligger vid floden Lune, cirka 72 kilometer norr om Liverpool. Tätortsdelen (built-up area sub division) Lancaster hade 48 085 invånare vid folkräkningen år 2011. Staden är även centralort i distriktet City of Lancaster med cirka 145 000 invånare.
Staden är centrum för ett stort jordbruksområde, med en stor boskapsmarknad. De flesta av invånarna arbetar dock idag inom olika servicenäringar, istället för inom jordbruksindustrin. Sedan 1964 har Lancaster ett universitet. Den viktiga motorvägen M6 passerar förbi staden.
På platsen där Lancaster är beläget uppfördes i slutet av 1000-talet ett slott och ett kloster. Tidigare hade ett romerskt militärläger legat där. Kring slottet och klostret kom senare staden Lancaster att breda ut sig. Lancaster nämndes i Domedagsboken (Domesday Book) år 1086, och kallades då Loncastre. Staden erhöll sina första stadsrättigheter år 1193.